# آرامگاه امامزاده هادی جمزقان
بقعهٔ امامزاده هادی جمزقان مربوط به دورهٔ صفویه است و در شهرستان جعفرآباد، بخش قاهان، روستای جمزقان واقع شده و این اثر در تاریخ ۱ مهر ۱۳۸۲ با شمارهٔ ثبت ۱۰۴۴۷ به‌عنوان یکی از آثار ملی ایران به ثبت رسیده است.